# 恩托庫-皮昆達國家公園
0°21′N 16°33′E / 0.350°N 16.550°E
恩托庫-皮昆達國家公園（法語：Parc national de Ntokou-Pikounda），是剛果共和國的國家公園，位於剛果盆地，成立於2012年12月28日，面積4,572平方公里，估計區內有8,000頭非洲森林象和950隻黑猩猩棲息。